# Sicyos glaber
Sicyos glaber är en gurkväxtart som beskrevs av Elmer Ottis Wooton. Sicyos glaber ingår i släktet hårgurkor, och familjen gurkväxter. Inga underarter finns listade i Catalogue of Life.